# Jekaterina Kalintsjoek
Jekaterina Illarionovna Kalintsjoek-Djomina (Russisch: Екатерина Илларионовна Калинчук-Дёмина) (Zhitovo (Oblast Toela), 2 december 1922 – Moskou, 13 juli 1997) is een voormalig turnster uit de Sovjet-Unie. Ze vertegenwoordigde haar vaderland op de Olympische Zomerspelen 1952 in Helsinki.
Kalintsjoek behoorde bij het team dat goud won op de team meerkamp bij de Olympische Spelen in 1952 en ontving daarvoor een medaille; ze turnde echter zelf niet in deze finale.

## Resultaten

### Olympische Zomerspelen
| Jaar | Plaats   | Resultaten |
| ---- | -------- | --- |
| 1952 | Helsinki | Team meerkamp · 13e Individuele meerkamp · Team ritmische gymnastiek · Sprong · 10e Brug ongelijk · 18e Balk · 47e Vloer |

### Top scores
Hoogst behaalde scores op mondiaal niveau (Olympische Spelen of Wereldkampioenschap finales).
| Onderdeel            | Score | Wedstrijd                   | Locatie  |
| -------------------- | ----- | --------------------------- | -------- |
| Individuele meerkamp | 73.91 | Olympische Zomerspelen 1952 | Helsinki |
| Sprong               | 19.20 | Olympische Zomerspelen 1952 | Helsinki |
| Brug ongelijk        | 18.66 | Olympische Zomerspelen 1952 | Helsinki |
| Balk                 | 18.32 | Olympische Zomerspelen 1952 | Helsinki |
| Vloer                | 17.73 | Olympische Zomerspelen 1952 | Helsinki |